# Istrian Spring Trophy 2014
L'Istrian Spring Trophy 2014, cinquantaquattresima edizione della corsa, valevole come prova del circuito UCI Europe Tour 2014 categoria 2.2, si svolse in tre tappe, precedute da un cronoprologo, dal 13 al 16 marzo 2013, per un percorso totale di 481 km, con partenza ed arrivo ad Umago. È stata vinta dal danese Magnus Cort Nielsen con il tempo totale di 10 ore 18 minuti e 54 secondi alla media di 46,63 km/h.

## Tappe
| Tappa  | Data     | Percorso                  | km  | Vincitore di tappa  | Leader cl. generale |
| ------ | -------- | ------------------------- | --- | ------------------- | ------------------- |
| prol.  | 13 marzo | Umago (Cron. individuale) | 2   | Gregor Mühlberger   | Gregor Mühlberger   |
| 1ª     | 14 marzo | Umago > Albona            | 158 | Magnus Cort Nielsen | Magnus Cort Nielsen |
| 2ª     | 15 marzo | Orsera > Montona          | 164 | Magnus Cort Nielsen | Magnus Cort Nielsen |
| 3ª     | 16 marzo | Pisino > Umago            | 157 | Stefan Schäfer      | Magnus Cort Nielsen |
| Totale | Totale   | Totale                    | 481 |                     |                     |

## Squadre partecipanti
| N.    | Cod. | Squadra                      |
| ----- | ---- | ---------------------------- |
| 1-6   | MKT  | Meridiana-Kamen Team         |
| 7-12  | RSW  | Gourmetfein Wels             |
| 13-18 | AMP  | Amplatz-BMC                  |
| 19-24 | TIR  | Tirol Cycling Team           |
| 25-30 | HCL  | Russian Helicopters          |
| 31-40 | SAK  | Sava                         |
| 41-46 | BCP  | Synergy Baku Cycling Project |
| 47-52 | WSA  | WSA-Greenlife                |
| 53-58 | FIX  | Team Fixit.no                |
| 59-64 | RDT  | Rabobank Development Team    |
| 65-70 | TBJ  | MLP Team Bergstrasse         |
| 71-76 | LKT  | LKT Team Brandenburg         |
| 77-82 | ADR  | Adria Mobil                  |
| 83-88 | THF  | Team Heizomat                |
| 89-94 | STG  | Team Stölting                |
| 95-99 | VFN  | Vini Fantini-Nippo           |

| N.      | Cod. | Squadra                    |
| ------- | ---- | -------------------------- |
| 100-105 | TIK  | Itera-Katusha              |
| 106-111 | GWO  | Gebrüder Weiss-Oberndorfer |
| 112-117 | KRA  | Team Ringeriks-Kraft       |
| 118-123 | ETI  | Etixx                      |
| 124-129 | RAR  | Radenska                   |
| 130-135 | CUL  | Cult Energy Vital Water    |
| 136-141 | MPC  | Motiv3 Pro Cycling Team    |
| 142-147 |      | Veloclub Ratisbona         |
| 148-153 |      | TVK Sykkel                 |
| 154-159 | TSS  | Team Sparebanken Sør       |
| 160-165 | JAN  | EPIC Janom Greenway        |
| 166-171 | DUK  | Dukla Trencin-Trek         |
| 172-177 | SRB  | Serbia                     |
| 178-183 | BAU  | Bauknecht-Author           |
| 184-189 |      | Jenatech Türingen          |
| 190-194 |      | BK Perfa                   |

## Dettagli delle tappe

### Prologo
- 13 marzo: Umago > Umago – Cronometro individuale – 2 km

Risultati
| Pos. | Corridore         | Squadra     | Tempo |
| ---- | ----------------- | ----------- | ----- |
| 1    | Gregor Mühlberger | Tirol C.T.  | 2'03" |
| 2    | Andrey Sazanov    | Helicopters | a 1"  |
| 3    | Matej Mugerli     | Adria Mobil | s.t.  |

| Pos. | Corridore         | Squadra     | Tempo |
| ---- | ----------------- | ----------- | ----- |
| 1    | Gregor Mühlberger | Tirol C.T.  | 2'03" |
| 2    | Andrey Sazanov    | Helicopters | a 2"  |
| 3    | Matej Mugerli     | Adria Mobil | s.t.  |

### 1ª tappa
- 14 marzo: Umago > Albona – 158 km

Risultati
| Pos. | Corridore           | Squadra     | Tempo    |
| ---- | ------------------- | ----------- | -------- |
| 1    | Magnus Cort Nielsen | Cult Energy | 3h35'04" |
| 2    | Karel Hník          | Etixx       | a 4"     |
| 3    | Patrick Konrad      | Gourmetfein | s.t.     |

| Pos. | Corridore           | Squadra     | Tempo    |
| ---- | ------------------- | ----------- | -------- |
| 1    | Magnus Cort Nielsen | Cult Energy | 3h37'04" |
| 2    | Karel Hník          | Etixx       | a 10"    |
| 3    | Matej Mugerli       | Adria Mobil | s.t.     |

### 2ª tappa
- 15 marzo: Orsera > Montona – 164 km

Risultati
| Pos. | Corridore           | Squadra     | Tempo    |
| ---- | ------------------- | ----------- | -------- |
| 1    | Magnus Cort Nielsen | Cult Energy | 3h42'42" |
| 2    | Karel Hník          | Etixx       | a 8"     |
| 3    | Felix Großschartner | Gourmetfein | s.t.     |

| Pos. | Corridore           | Squadra     | Tempo    |
| ---- | ------------------- | ----------- | -------- |
| 1    | Magnus Cort Nielsen | Cult Energy | 7h19'35" |
| 2    | Karel Hník          | Etixx       | a 22"    |
| 3    | Felix Großschartner | Gourmetfein | a 39"    |

### 3ª tappa
- 16 marzo: Pisino > Umago – 157 km

Risultati
| Pos. | Corridore      | Squadra      | Tempo    |
| ---- | -------------- | ------------ | -------- |
| 1    | Stefan Schäfer | LKT Team     | 2h59'19" |
| 2    | Antonio Viola  | Vini Fantini | s.t.     |
| 3    | Aljaž Hocevar  | Adria Mobil  | s.t.     |

| Pos. | Corridore           | Squadra     | Tempo     |
| ---- | ------------------- | ----------- | --------- |
| 1    | Magnus Cort Nielsen | Cult Energy | 10h18'54" |
| 2    | Karel Hník          | Etixx       | a 22"     |
| 3    | Felix Großschartner | Gourmetfein | a 39"     |

## Classifiche finali

### Classifica generale
| Pos. | Corridore           | Squadra         | Tempo     |
| ---- | ------------------- | --------------- | --------- |
| 1    | Magnus Cort Nielsen | Cult Energy     | 10h18'54" |
| 2    | Karel Hník          | Etixx           | a 22"     |
| 3    | Felix Großschartner | Gourmetfein     | a 39"     |
| 4    | Gregor Mühlberger   | Tirol CT        | a 41"     |
| 5    | Maximilian Werda    | Team Stölting   | a 46"     |
| 6    | Andi Bajc           | Amplatz-BMC     | a 48"     |
| 7    | Michael Olsson      | Ringeriks-Kraft | a 52"     |
| 8    | Matej Mugerli       | Adria Mobil     | s.t.      |
| 9    | Maksim Razumov      | Itera-Katusha   | a 54"     |
| 10   | Alessandro Bisolti  | Vini Fantini    | a 56"     |